# 金竹
金竹（学名：Phyllostachys parvifolia），或稱安吉金竹，是禾本科刚竹属植物，茎粗而高的竹子，可以忍受寒冷天气。

该种竹子平均高7米，最高的可以长到12米。茎的直径最大有10cm。

新长出的竹子呈深绿色，随时间推移逐渐变白，

竹子每一节下都有一个白圈。

该种竹子侧枝短，叶片小。

随着竹子的生长，茎秆上叶鞘的颜色会由紫红色或褐色变成更浅的棕褐色或黄白色。